# Riveau de Boube
Le Riveau, Riveau de Boube, Riveau de Vallières ou encore Canal de Boube-Belmont est un petit cours d'eau du sud-ouest de la Charente-Maritime. Long de 5,1 kilomètres, ce ruisseau est un affluent de la rive droite de la Gironde.
Le Riveau prend sa source sur la commune de Médis, dans le canton de Saujon, à proximité des combes du Gourbeau et de Picoulade, en marge des hameaux des Brandes, de La Planche (commune de Médis) et de Boube (commune de Saint-Georges-de-Didonne). En partie canalisé, il prend le nom de Canal de Boube-Belmont en traversant les marais du même nom, où il constitue une écharpe verdoyante au milieu des prairies et des bosquets qui caractérisent cet endroit. Il marque la limite entre les marais de Boube et de Belmont (au nord), de Margite (au sud), mais aussi entre les communes de Médis et de Saint-Georges-de-Didonne.
La rocade royannaise le franchit au sud du quartier de Maisonfort; à partir de cet endroit, il change de trajectoire et bifurque vers le sud-ouest, serpentant vers le quartier d'Enlias, puis, après avoir été traversé par la D730 (route de Bordeaux), arrosant le quartier du Parc, dont il constitue la limite méridionale. Il marque la limite entre les communes de Royan et de Saint-Georges-de-Didonne (quartier de Vallières). À cet endroit, des sentiers de promenade ont été aménagés au milieu des pins et des chênes-verts, conduisant à la plage de la Grande-Conche, où le Riveau rejoint finalement les eaux de l'estuaire.